# Савчук, Николай Петрович
Николай Петрович Савчук — советский хозяйственный, государственный и политический деятель, Герой Социалистического Труда.

## Биография
Родился в 1938 году в селе Мыслив. Член КПСС.
С 1956 года — на хозяйственной, общественной и политической работе. В 1956—1998 гг. — горняк на одной из шахт Донбасса, военнослужащий Советской Армии, горнорабочий на руднике первого РУ, бурильщик, бригадир буровзрывной бригады, бурильщик шпуров производственного объединения «Уралкалий» Министерства по производству минеральных удобрений СССР.
За большой личный вклад в улучшение обслуживания с/х производства был в составе коллектива удостоен Государственной премии СССР за выдающиеся достижения в труде 1983 года.
Указом Президиума Верховного Совета СССР от 18 сентября 1985 года присвоено звание Героя Социалистического Труда с вручением ордена Ленина и золотой медали «Серп и Молот».
Делегат XXVII съезда КПСС.
Умер в 2016 году.